# Ding Jinhui
Ding Jinhui (27 de outubro de 1990) é um basquetebolista profissional chinês.

## Carreira
Ding Jinhui integrou a Seleção Chinesa de Basquetebol em Londres 2012, terminando na décima-segunda posição.